# Rivolte della Samogizia
Con rivolte della Samogizia si fa riferimento a due insurrezioni dei samogiti contro l'ordine teutonico avvenute nel 1401–1404 e nel 1409. La Samogizia fu concessa molte volte ai cavalieri teutonici da Vitoldo, Granduca di Lituania, al fine di ottenere il loro appoggio nelle sue dispute militari. La popolazione locale resistette al dominio tedesco e chiese a Vitoldo di proteggerla: la prima rivolta fu infruttuosa e Vitoldo dovette confermare le sue precedenti promesse di consegnare la regione nella pace di Raciąż.
La seconda rivolta spinse i cavalieri a dichiarare guerra alla Polonia quando quest'ultima si dimostrò intenzionata a contrastare militarmente l'ordine qualora esso avesse impiegato le armi per sopprimere l'insurrezione. Le ostilità si intensificarono e risultarono nella battaglia di Grunwald (1410), una delle battaglie più grandi dell'Europa medievale. Dallo scontro, i teutonici riportarono una cocente sconfitta per opera delle forze congiunte polacco-lituane, ma Vitoldo e Jogaila, re di Polonia e cugino di Vitoldo, non riuscirono a capitalizzare la loro vittoria. I conflitti riguardanti la Samogizia, sia diplomatici sia militari, si protrassero fino al 1422 con il trattato di Melno.
Le insurrezioni coincisero con le fasi immediatamente finali della crociata lituana.

## Contesto storico

### La Samogizia come oggetto di interessi strategici
I cavalieri portaspada furono i primi a tentare la conquista della Samogizia, ma ne uscirono profondamente sconfitti dai locali nella battaglia di Saulė nel 1236 e dovettero diventare un ramo dei cavalieri teutonici divenuto noto come ordine di Livonia. La prosecuzione delle diverse campagne militari avviate dal 1283 da parte dei tedeschi non riscossero effetti duraturi. La Samogizia risultava importante per i teutonici perché separava lo Stato monastico dal loro ramo della Livonia. La prima occasione di occupare la Samogizia senza dover combattere giunse nel 1383, quando Jogaila sottoscrisse il trattato di Dubysa. Il trattato conferì ai cavalieri la Samogizia fino al fiume Dubysa in cambio del loro sostegno a Jogaila contro Vitoldo nella guerra civile lituana (1381-1384). Tuttavia, l'intesa non fu mai ratificata e, poco dopo, le ostilità tra il Granducato e i cavalieri si riaccesero. Questi ultimi cambiarono schieramento e passarono con Vitoldo, il quale ribadì per due volte la volontà di cedere la tanto agognata regione lituana, ovvero nel trattato di Königsberg (1384) e nel trattato di Lyck (1390). Quando Jogaila (nel frattempo divenuto re di Polonia con il nome di Ladislao II Jagellone) e suo cugino si riconciliarono e i due trattati furono rotti, i crociati continuarono a dichiarare guerra contro la Samogizia e la Lituania. Alla fine, Vitoldo accettò di firmare l'accordo di Salynas, nell'ottobre del 1398, perché desiderava stabilizzare il fronte occidentale per preparare una grande spedizione a oriente contro l'Orda d'Oro, conclusasi però nella disastrosa battaglia del fiume Vorskla.

### La Samogizia in mano teutonica
Secondo i termini del trattato di Salynas, la Samogizia sarebbe passata all'ordine col consenso di Vitoldo. Tuttavia, nonostante il trattato garantisse ai tedeschi il diritto legale di insediarsi nel territorio, la popolazione locale resistette al dominio teutonico e si verificarono degli scontri armati. I cavalieri fecero 500 ostaggi poi portati in Prussia per scoraggiare la resistenza, mentre i nobili samogiti furono premiati con doni (lana, sale, abiti).
Essi costruirono anche due fortezze nelle aree più esterne – una con l'aiuto di Vitoldo vicino al fiume Nevėžis e un'altra, chiamata Friedeburg, vicino al fiume Dubysa. Vitoldo accettò di costruire il castello come risarcimento per le due fortezze che aveva bruciato durante la guerra civile lituana (1389-1392). I cavalieri continuarono nel frattempo a organizzare incursioni su scala minore. A febbraio 1399, le forze teutoniche e livoniane assaltarono la Samogizia centrale e la gente del posto non riuscì ad allestire una difesa efficace. Nell'inverno 1400, Vitoldo aiutò i cavalieri in una delle rappresaglie: i samogiti chiesero il suo aiuto e intedevano arrendersi a lui, ma egli rifiutò e continuò a tenere fede all'atto firmato precedentemente con lo Stato monastico. Incapaci di resistere più a lungo e senza l'ausilio del Granducato, i samogiti si arresero ai cavalieri per la prima volta nella storia. Nell'estate del 1400, il Gran maestro Konrad von Jungingen inviò Heinrich von Schwelborn per amministrare la regione appena sottomessa dai castelli di Kaunas e da Friedeburg.
I teutonici cercarono di preservare relazioni pacifiche con Vitoldo, come dimostra l'episodio in cui accolsero con calore sua moglie Anna, impegnata nel suo pellegrinaggio alla tomba di Dorotea di Montau e le inviarono degli omaggi. Tuttavia, presto emersero dissensi quando l'ordine pretese la "estradizione" di circa 4000 contadini fuggiti in Lituania. Vitoldo ribatté affermando che essi erano liberi di poter scegliere dove risiedere: i tentativi diplomatici non risolsero le controversie e ben presto l'ipotesi di venire alle armi divenne assai concreta.

## Prima rivolta
Come prevedibile, il conflitto cominciò di lì a breve il 13 marzo 1401, dopo che fu ratificata dai nobili polacchi l'unione di Vilnius e Radom per assicurare il sostegno polacco a Vitoldo. I samogiti organizzarono in fretta una ribellione locale, conquistando e bruciando i due castelli costruiti di recente. Le guarnigioni di stanza nei luoghi vennero fatte prigioniere allo scopo di riconsegnarle in cambio degli ostaggi samogiti portati in Prussia. Nell'autunno, 1401 i cavalieri assaltarono Kaunas e Hrodna: fino a questo evento, Vitoldo non aveva ancora strizzato l'occhio a nessuno dei due contendenti in Samogizia, benché i teutonici sospettassero la responsabilità del lituano dietro all'insurrezione. Al di là dei sospetti, si preferì non suscitare la sua ira perché si temeva un nemico più potente, la Polonia di Ladislao II. Il fratello di quest'ultimo, Švitrigaila, desideroso di acquisire per sé il titolo di granduca, si unì alle sommosse a gennaio 1402 al fianco dei cavalieri teutonici, dopo aver confermato il suo consenso ai termini del trattato di Salynas. In cambio dell'aiuto militare ricevuto dai crociati, trascinò Vitoldo in un conflitto contro i cavalieri.
A maggio 1402, i samogiti bruciarono Memel (ora Klaipėda) e proseguirono le loro scorribande. La prima operazione diretta da Vitoldo si concentrò sull'assedio della fortezza di Gotteswerder, capitolata dopo tre giorni. A luglio, Švitrigaila condusse l'esercito dell'ordine a sud di Vilnius (Medininkai, Ashmyany, Šalčininkai) sperando di occupare la capitale: si trattò delle ultime incursioni teutoniche compiute nella Lituania Propria. Nell'aprile 1403, i lituani e i samogiti reagirono saccheggiando Dünaburg in Livonia. Constatata la situazione, Marienburg (capitale dello Stato monastico) si rivolse al pontefice in diverse occasioni, così come agli ufficiali della chiesa e a sovrani occidentali per chiedere ausilio nella battaglia. Le accuse mosse a Vitoldo erano di triplo tradimento per aver rotto i trattati del 1384, del 1390 e del 1398. A sua difesa, non appena saputa la notizia, il lituano rispose asserendo che, anche se la Samogizia era governata da un ordine militare, istituito per diffondere il cristianesimo, i samogiti non erano ancora stati battezzati. Papa Bonifacio IX promulgò a quel punto un editto molto importante, in quanto in esso proibiva per la prima volta ai cavalieri di attaccare la Lituania. Quando sembrò che nessuno degli schieramenti potesse ottenere una vittoria decisiva e quando Vitoldo concentrò la sua attenzione ai problemi di Smolensk, vennero avviati i negoziati nell'estate 1403. A dicembre fu firmata una tregua temporanea, finalizzata il 22 maggio 1404 con la pace di Raciąż. In sostanza, i contenuti ribadivano il trattato di Salynas: Vitoldo accettò di rinunciare alla Samogizia e assistere i cavalieri nella soppressione dei focolai di rivolta. Accettò inoltre di non accettare nessun esule samogita che sarebbe fuggito in Lituania. Nel 1405, Vitoldo mantenne fede alla parola fata e aiutò i cavalieri ad acquisire il controllo nei dintorni di Raseiniai, Viduklė e Ariogala.

## Fase di stallo

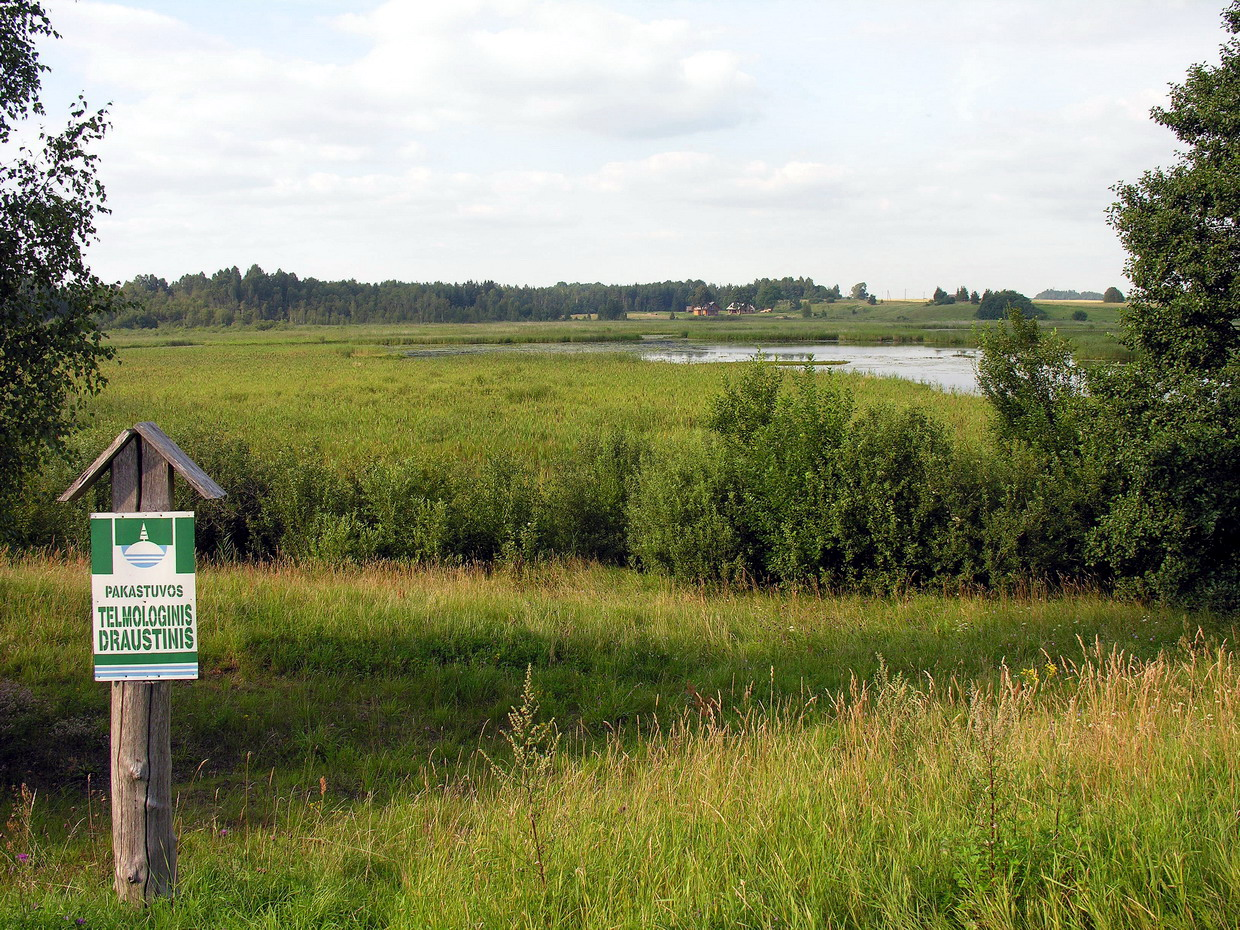
Paesaggio tipico della Samogizia: le pianure, alternate alle fitte foreste visibili sullo sfondo, lasciano talvolta spazio a specchi d'acqua

I crociati una volta (ri)preso il controllo della Samogizia cominciarono subito a ricostruire nuovi castelli lungo i fiumi. Si procedette inoltre a creare Königsburg lungo il fiume Šušvė vicino a Josvainiai (al centro dell'odierna Lituania). Vitoldo fornì la manodopera per la costruzione, il cibo, gli armamenti e persino delle guarnigioni: a presiedere la struttura appena realizzata furono posti 40 teutonici e 400 polacchi. I samogiti la attaccarono, senza successo, nell'autunno 1405, proprio mentre venivano realizzati o riedificati degli edifici difensivi a Christmemel e Friedeburgh. Dobesinburg, completato nel 1407 vicino alla foce del Dubysa, sarebbe dovuta diventare la nuova capitale della regione. I cavalieri tentarono altresì di implementare il sistema amministrativo, di supervisionare la spartizione delle terre, di contare i residenti, di nominare degli ufficiali locali e di incentivare il trasferimento di coloni dalla Germania. Promossero la rotazione triennale delle colture, che aveva il potenziale di un ritorno maggiore ma avrebbe portato in futuro a tasse più alte e alla servitù della gleba. Quando, nel decennio successivo, Vitoldo cercò di introdurre riforme simili, incontrò infatti resistenza e rivolte. Nonostante tali sviluppi, non si eseguirono degli sforzi significativi per convertire i samogiti pagani al cristianesimo: a centinaia furono portati in Prussia come ostaggi, mentre i più facinorosi furono puniti e giustiziati, esattamente come chi, all'opposto, ricevette premi notevoli in caso di dichiarata fedeltà alle nuove autorità. In un reclamo presentato al concilio di Costanza del 1417, i samogiti elencarono numerosi crimini e ingiustizie perpetrate dai cavalieri, i quali si prodigarono nell'assistere Vitoldo nelle sue campagne a Pskov, Velikij Novgorod, e Mosca. Tuttavia, la relazione amichevole tra Vitoldo e i Cavalieri teutonici si incrinò dopo l'elezione del Gran maestro Ulrich von Jungingen, meno incline ad allearsi con la Lituania.

## Seconda rivolta

### Ribellione locale
Alla fine del 1408, quando Vitoldo esaurì le sue campagne in oriente, emersero delle tensioni tra lui e i teutonici. Ladislao II e suo cugino si incontrarono a Navahrudak, accettando di sostenere i samogiti e spingere i cavalieri a dichiarare guerra contro la Polonia, poiché quest'ultima mirava a riprendere parte della terra di Dobrzyń in mano allo Stato monastico e voleva diminuire l'influenza prussiana in Lituania, preservando l'unione polacco-lituana. I samogiti, adirati per via di una carestia avvenuta nel 1408, insorsero di nuovo il 26 maggio 1409. I teutonici sottovalutarono all'inizio la portata dell'insurrezione, tanto che persero presto Christmemel, Friedeburgh, e Dobesinburg; solo Memel resistette agli attacchi. Mentre Vitoldo sosteneva in segreto i samogiti, la sua posizione ufficiale risultava in sintonia con la pace di Raciąż. Egli insorse invece anche a muso duro contro i cavalieri solo nell'estate del 1409, dopo che questi fermarono 20 navi cariche di grano mandate da Ladislao II e partite da Toruń per alleviare la carestia. L'incidente evidenziò l'importanza logistica di controllare il commercio nel delta del Nemunas. Vitoldo inviò i suoi uomini più fedeli (Rumbaudas Valimantaitis, Galminas, Getautas, Klausigaila, e Vasibutas) a supervisionare i locali, permettendo alla ribellione di raggiungere una portata tale che i teutonici preferirono evacuare in Prussia. Švitrigaila si alleò ancora una volta con i Cavalieri nella speranza di deporre Vitoldo e diventare Granduca ma fu arrestato e imprigionato.

### Inasprimento delle relazioni diplomatiche e conflitti
Quando i cavalieri minacciarono di invadere la Lituania, la Polonia, tramite l'arcivescovo di Gniezno Mikołaj Kurowski, dichiarò il suo sostegno alla causa lituana e minacciò a sua volta di invadere la Prussia. L'aperto sostegno alla ribellione in un territorio rivendicato dall'ordine spinse l'Hochmeister Ulrich von Jungingen a spronare le parti a risolvere la questione su un campo di battaglia. Il 6 agosto 1409 von Jungingen fece portare dal suo araldo al re di Polonia il cartello di sfida a suo nome e dell'ordine. Tale azione segnò l'inizio del Grossen Streythe (grande lite) che nella terminologia dei teutonici rappresentò la guerra contro i polacchi e i lituani.

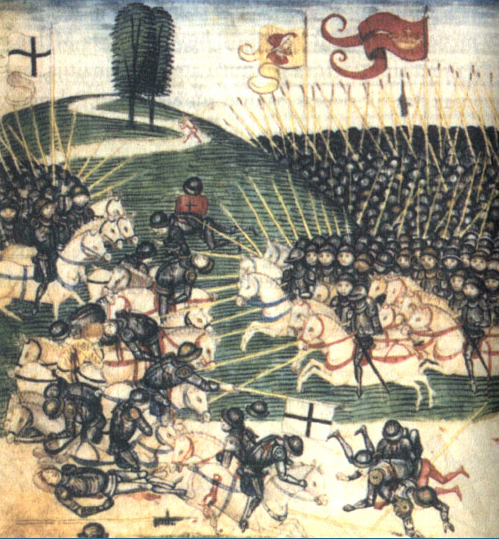
La battaglia di Tannenberg (di Žalgiris nella storiografia lituana) in un'illustrazione della Luzerner Chronik di Diebold Schilling il Giovane del 1515 circa

I cavalieri speravano di sconfiggere la Polonia e la Lituania una per volta, invadendo perciò in primis la Polonia. Venceslao di Lussemburgo accettò di mediare la disputa e fu firmata una tregua l'8 settembre 1409. Fino alla sua scadenza, il 24 giugno 1410, sia la Lituania che la Polonia erano in pace, ma i teutonici cercarono di rompere il legame degli avversari offrendo a Vitoldo la corona di re di Lituania. Mentre tutte le parti presentarono i loro argomenti al mediatore, Vitoldo e il cugino avviarono una campagna militare congiunta, eseguita nell'estate del 1410. Le forze polacco-lituane sconfissero i cavalieri teutonici nella battaglia di Grunwald (Tannenberg nella storiografia tedesca, Žalgiris in quella lituana), una delle più grandi e decisive battaglie del Basso Medioevo. Malgrado la portata dirompente della vittoria, non si riuscì ad approfittarne appieno, tanto che i teutonici furono molto abili nei trattati successivi a discutere i termini per non uscirne totalmente succubi. Il trattato di Toruń fu firmato nel 1411: in esso, la Samogizia veniva concessa alla Lituania, ma solo per il periodo in cui Vitoldo e Ladislao II sarebbero stati in vita. Ci vollero altri due brevi conflitti, la guerra della fame (1414) e la guerra di Gollub (1422), per firmare il trattato di Melno che risolse la disputa, assegnando la Samogizia alla Lituania: alcuni autori fanno coincidere con tale evento la conclusione della crociata lituana.
Nel frattempo la creazione nel 1417 da parte del granduca di Lituania della diocesi di Samogizia, riconosciuta dal pontefice nel 1421, aveva reso la regione indipendente anche ecclesiasticamente dall'ordine teutonico.